# بور (شهر)
بُر (به ترکی استانبولی: Bor) شهری است در کشور ترکیه که در استان نیغده واقع شده‌است. جمعیت این شهر بر اساس سرشماری سال ۲۰۰۸ میلادی ۳۵٬۵۳۲ نفر و بر اساس برآوردهای سال ۲۰۰۹ میلادی ۳۵٬۹۱۳ نفر می‌باشد.